# Botola
Das Botola (arabisch البطولة, DMG al-Buṭūla) bezeichnet die Fußball-Meisterschaft Marokkos seit der Unabhängigkeit des Landes 1956.

## Hintergrund
In der höchsten Liga Marokkos spielen derzeit 16 Mannschaften. Die Liga ist eine der angesehensten Meisterschaften Afrikas.
Bereits zwischen 1922 und 1956 gab es ein Regionalmeisterschaft im seinerzeit zu Frankreich gehörenden Protektorat Französisch-Marokko. Die erste Meisterschaft 1956 wurde mit 16 Mannschaften ausgetragen, später wurde die Anzahl zunächst auf 14 Mannschaften reduziert, aber 1966 wieder auf 16 erhöht. In den 1980er Jahren spielten zeitweise 20 Mannschaften in der höchsten Liga.
Zwischen 1997 und 2009 wurde die Meisterschaft vom Ligaverband Groupement national de football ausgetragen, daraufhin hießen die beiden obersten Ligen GNF 1 bzw. GNF 2. Anschließend übernahm die Fédération Royale Marocaine de Football wieder die Leitung über ihre Tochter Botola Pro, 2015 wurde der Ligaverband Ligue nationale de football professionnel gegründet.
Rekordtitelträger mit 17 Meisterschaften ist Wydad Casablanca (zuletzt 2022).

## Aktuelle Saison
In der Saison 2023/24 spielen folgende 16 Vereine in der Meisterschaft.
- FAR Rabat
- FUS de Rabat
- Hassania d’Agadir
- IR Tanger
- Jeunesse Sportive Soualem
- Maghreb Fez
- Maghreb Tétouan
- Mouloudia d’Oujda
- Olympique Safi
- Raja Casablanca
- RCA Zemamra
- RS Berkane
- Chabab Mohammédia
- Union Touarga
- Wydad Casablanca
- Youssoufia Berrechid

## Titelträger
- 1956/57: Wydad Casablanca
- 1957/58: Kawkab Marrakesch
- 1958/59: EJS Casablanca
- 1959/60: KAC de Kénitra
- 1960/61: FAR Rabat
- 1961/62: FAR Rabat (2)
- 1962/63: FAR Rabat (3)
- 1963/64: FAR Rabat (4)
- 1964/65: Maghreb Fez
- 1965/66: Wydad Casablanca (2)
- 1966/67: FAR Rabat (5)
- 1967/68: FAR Rabat (6)
- 1968/69: Wydad Casablanca (3)
- 1969/70: FAR Rabat (7)
- 1970/71: Renaissance de Settat
- 1971/72: ADM Casablanca
- 1972/73: KAC de Kénitra (2)
- 1973/74: Raja de Béni Mellal
- 1974/75: Mouloudia d’Oujda
- 1975/76: Wydad Casablanca (4)
- 1976/77: Wydad Casablanca (5)
- 1977/78: Wydad Casablanca (6)
- 1978/79: Maghreb Fez (2)
- 1979/80: SCCM de Mohammédia
- 1980/81: KAC de Kénitra (3)
- 1981/82: KAC de Kénitra (4)
- 1982/83: Maghreb Fez (3)
- 1983/84: FAR Rabat (8)
- 1984/85: Maghreb Fez (4)
- 1985/86: Wydad Casablanca (7)
- 1986/87: FAR Rabat (9)
- 1987/88: Raja Casablanca
- 1988/89: FAR Rabat (10)
- 1989/90: Wydad Casablanca (8)
- 1990/91: Wydad Casablanca (9)
- 1991/92: Kawkab Marrakesch (2)
- 1992/93: Wydad Casablanca (10)
- 1993/94: Olympique de Casablanca
- 1994/95: CODM de Meknès
- 1995/96: Raja Casablanca (2)
- 1996/97: Raja Casablanca (3)
- 1997/98: Raja Casablanca (4)
- 1998/99: Raja Casablanca (5)
- 1999/2000: Raja Casablanca (6)
- 2000/01: Raja Casablanca (7)
- 2001/02: Hassania d’Agadir
- 2002/03: Hassania d’Agadir (2)
- 2003/04: Raja Casablanca (8)
- 2004/05: FAR Rabat (11)
- 2005/06: Wydad Casablanca (11)
- 2006/07: Olympique de Khouribga
- 2007/08: FAR Rabat (12)
- 2008/09: Raja Casablanca (9)
- 2009/10: Wydad Casablanca (12)
- 2010/11: Raja Casablanca (10)
- 2011/12: Maghreb Tétouan
- 2012/13: Raja Casablanca (11)
- 2013/14: Maghreb Tétouan (2)
- 2014/15: Wydad Casablanca (13)
- 2015/16: FUS de Rabat (1)
- 2016/17: Wydad Casablanca (14)
- 2017/18: IR Tanger (1)
- 2018/19: Wydad Casablanca (15)
- 2019/20: Raja Casablanca (12)
- 2020/21: Wydad Casablanca (16)
- 2021/22: Wydad Casablanca (17)
- 2022/23: FAR Rabat (13)
- 2023/24: Raja Casablanca (13)
- 2024/25: RS Berkane (1)

## Anzahl der Meisterschaften
- Wydad de Casablanca 17
- FAR de Rabat 13
- Raja de Casablanca 13
- KAC de Kénitra 4
- Maghreb de Fès 4
- Maghreb Tétouan 2
- Kawkab Marrakesch 2
- Hassania d’Agadir 2
- RS Berkane 1
- EJS Casablanca 1
- Renaissance de Settat 1
- ADM Casablanca 1
- Raja de Béni Mellal 1
- Mouloudia d’Oujda 1
- SCCM de Mohammédia 1
- Olympique de Casablanca 1
- CODM de Meknès 1
- Olympique de Khouribga 1
- FUS de Rabat 1
- IR Tanger 1